# Fernando Hernández Casado
Fernando Hernández Casado, španski rokometaš, * 24. februar 1973, Valladolid.
Leta 1996 je na poletnih olimpijskih igrah v Atlanti v sestavi španske reprezentance osvojil bronasto olimpijsko medaljo. Udeležil se je še iger leta 2004, kjer so osvojili 7. mesto.